# Echinopla australis
Echinopla australis är en myrart som beskrevs av Auguste-Henri Forel 1901. Echinopla australis ingår i släktet Echinopla och familjen myror. Inga underarter finns listade i Catalogue of Life.

## Bildgalleri

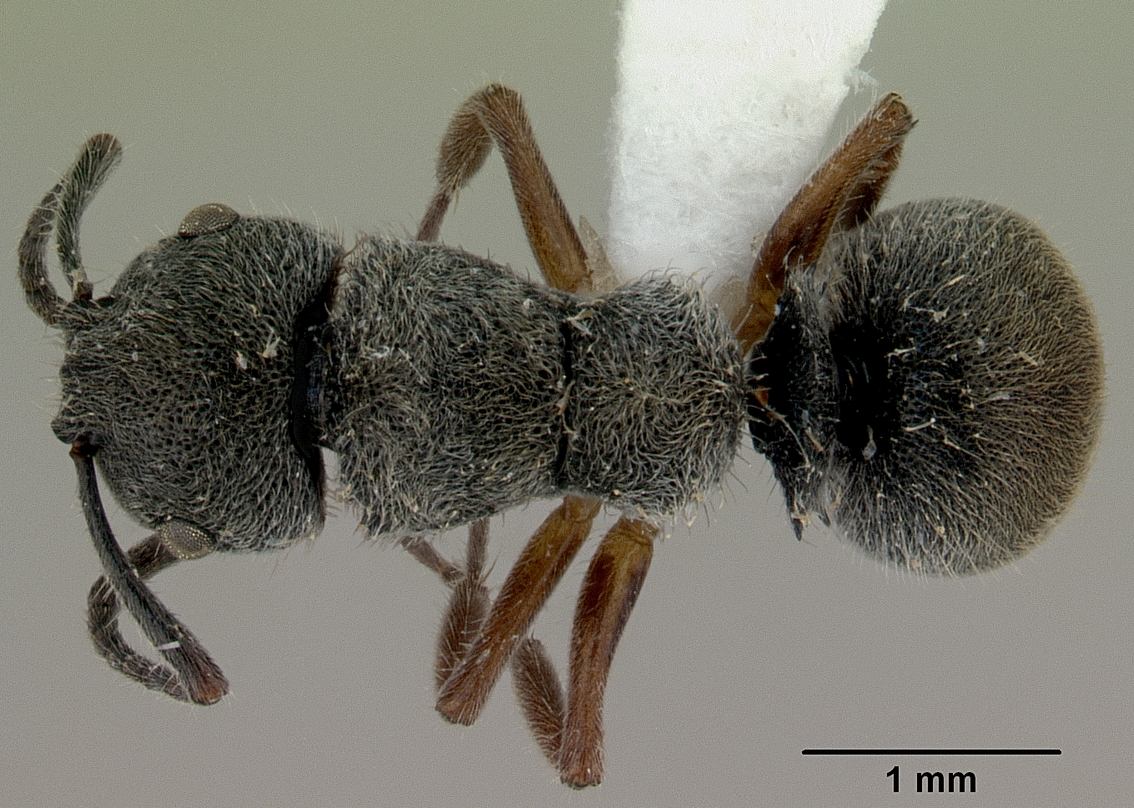
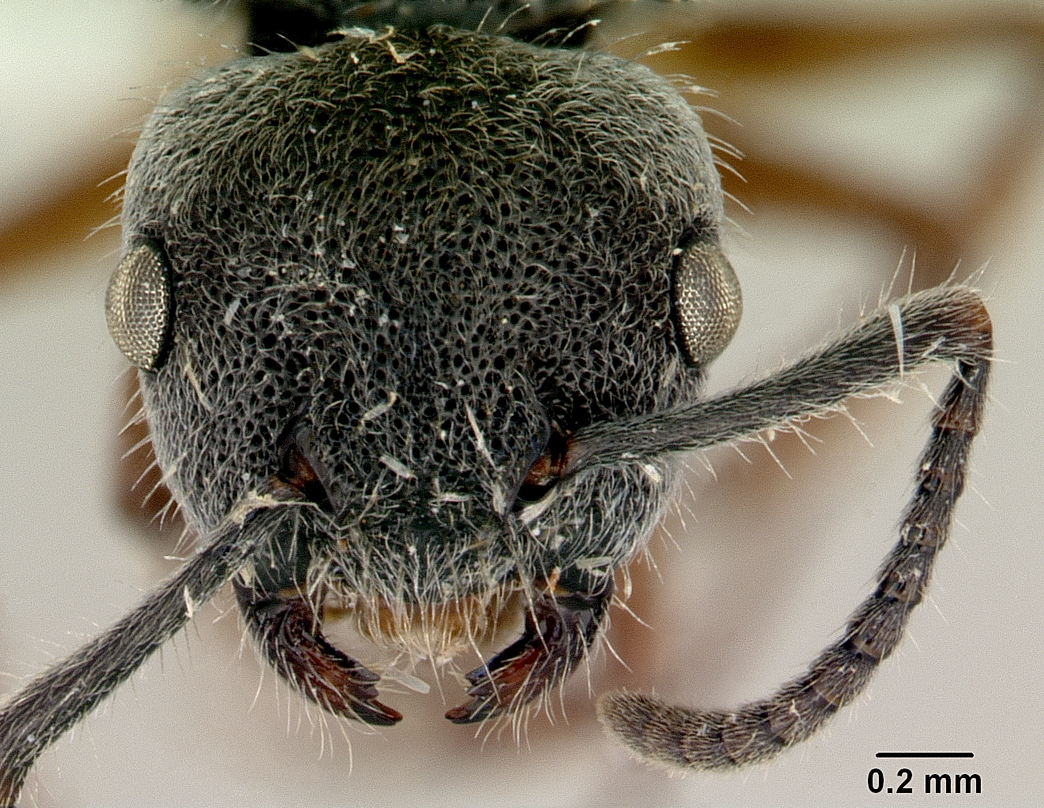
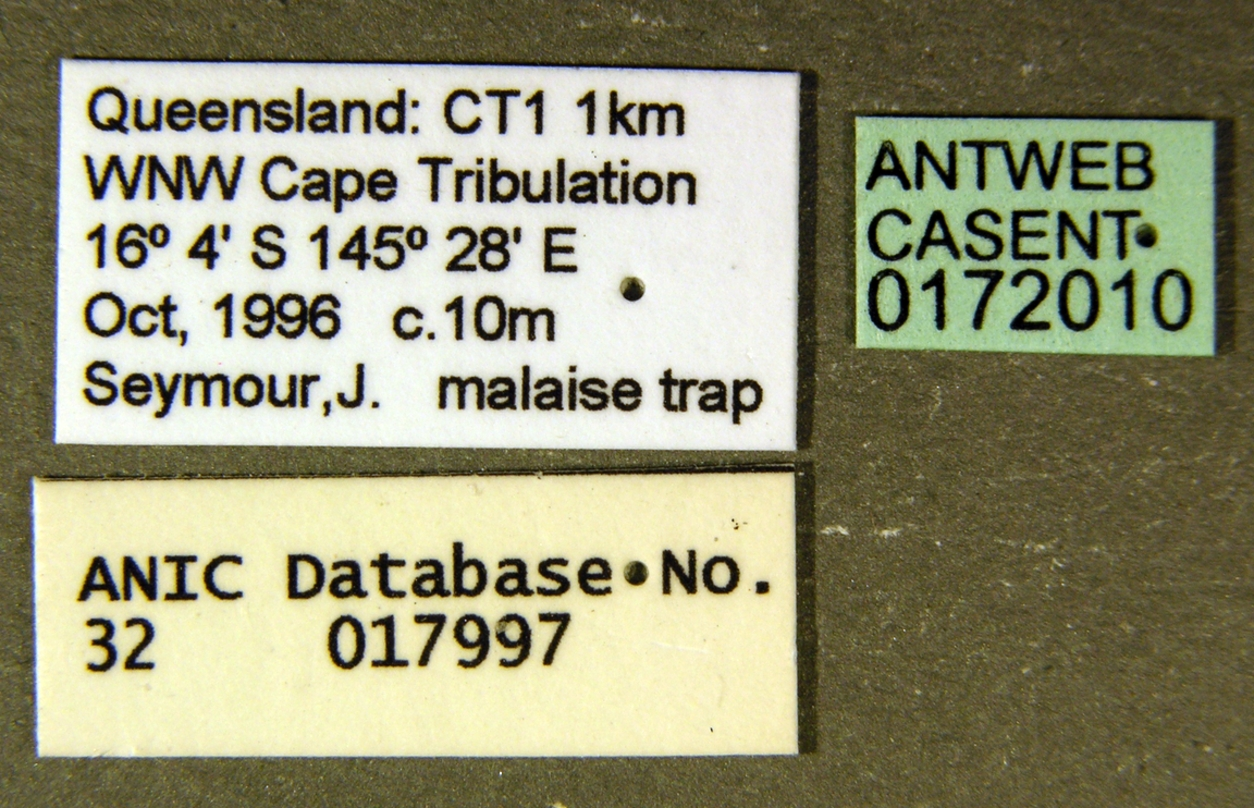
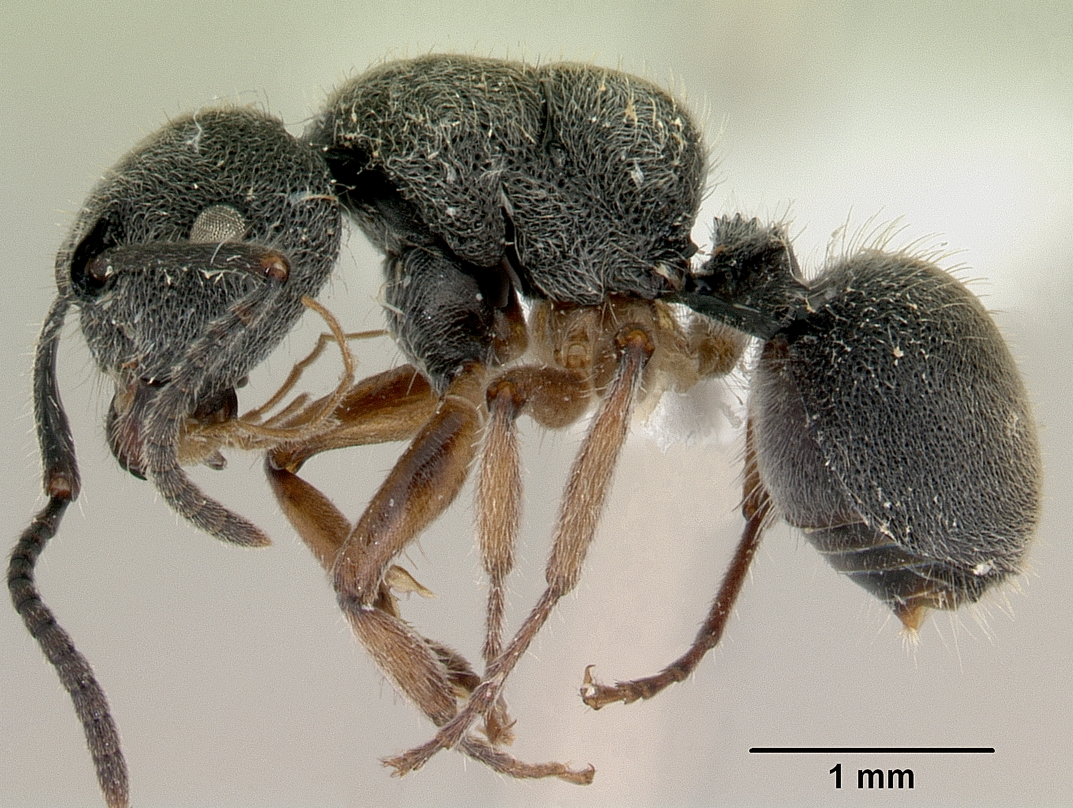
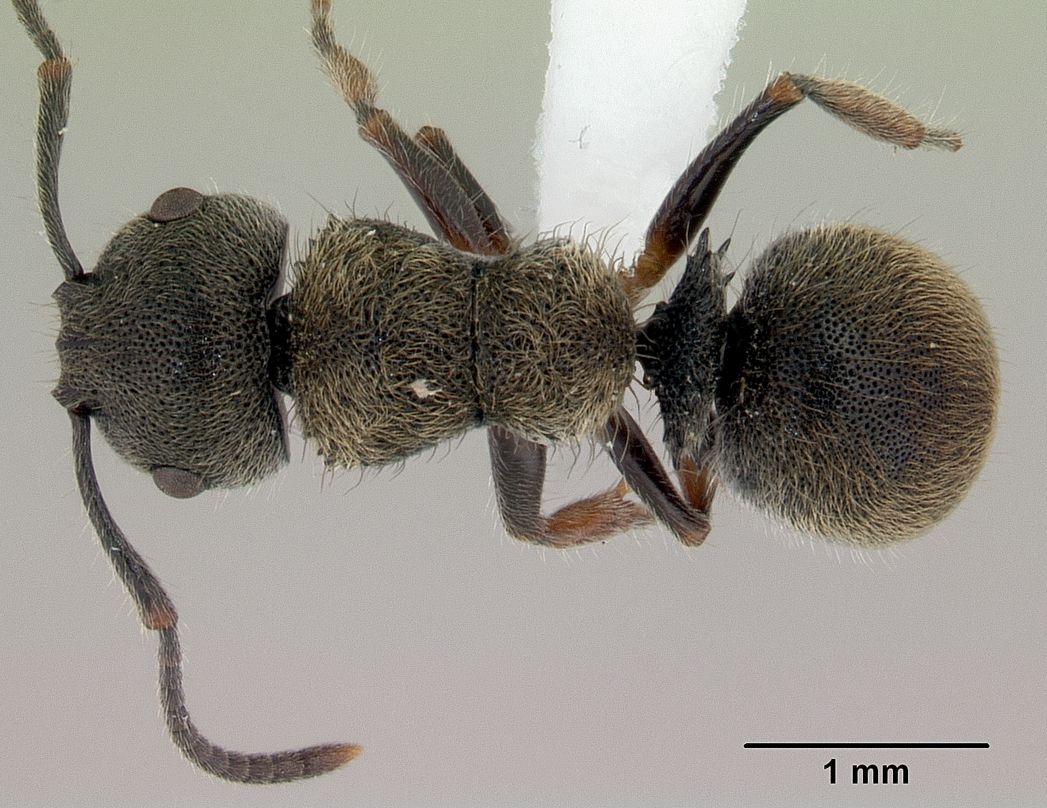
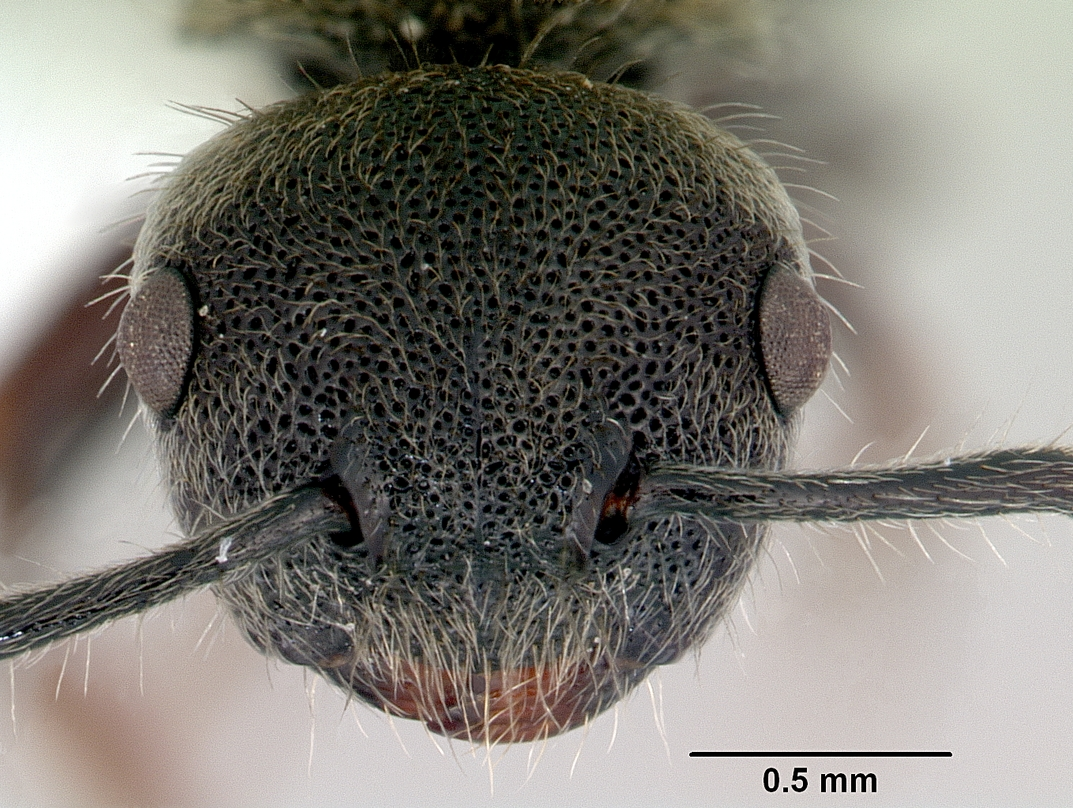